# 全俄实验物理科学研究所
全俄实验物理科学研究所（俄语：Всесоюзный научно-исследовательский институт экспериментальной физики, ）位于苏联高尔基州薩羅夫(原称“阿尔扎马斯-16”)，是创建于1947年苏联核武器研制、总装的机构。现隶属于俄羅斯國家原子能公司。
著名的物理学家安德烈·德米特里耶维奇·萨哈罗夫在此工作长达20余年。苏联第一颗原子弹的总设计师尤里·鲍里索维奇·哈里顿院士直至九十年代仍然是该所学术负责人。
2005年3月，有职工2.4万人，其中44%是女性。527名科学副博士（其中36名女性），102名科学博士（其中3名女性）。
历史上使用过的掩护名称有：伏尔加办公室, 第11设计局（KB-11）, 第550号目标 (550场所), Kremlev(Kremlyev), 莫斯科300号中心, 阿尔扎马斯-75, 阿尔扎马斯-16.

## 机构设置
2019年8月，下辖研究部门：
- 理论与数学物理学研究室(俄语：теоретической и математической физики)
- 实验气动力学与爆炸物理学研究室(俄语：Газодинамики и физики взрыва)
- 核与放射物理学研究室(俄语：Ядерной и радиационной физики)
- 激光物理学研究室(俄语：Лазерно-физических исследований)
- 高能量密度科研中心
- 设计局科学技术综合体(俄语：Научно-технический комплекс)也称 (俄语：КБ)：下辖：
  - KB-1 (核弹头) (俄语：КБ-1 (ядерные заряды))
  - KB-2 (核弹药) (俄语：КБ-2 (ядерные боеприпасы))
  - KB-3 (特别安全) (俄语：КБ-3 (специальная безопасность))
  - KB-12 (特定主题) (俄语：КБ-12 (специальная тематика)).

## 历史
1943年2月11日，苏联国防委员会决议开始原子弹研制。在国防委员会副主席贝利亚领导下，3月10日任命伊格爾·瓦西里耶維奇·庫爾恰托夫为学术负责人。
1945年底，开始为原子弹研发总装机构选址。最终选定位于莫尔多瓦阿尔扎马斯附近纪念萨罗夫的塞拉芬的萨罗夫修道院原址的生产喀秋莎火箭炮弹药的第550工厂。实际上，当时负责组织苏联核工业研制生产与基本建设的苏联人民委员会第一管理总局局长鲍里斯·利沃维奇·万尼科夫，在苏德战争时期任弹药人民委员部人民委员，熟悉550工厂的情况，该处被数百平方千米的森林自然保护区环绕。1946年4月1日，鲍里斯·利沃维奇·万尼科夫完成了工厂考察，确定该处为苏联第一个核中心，称作“阿尔扎马斯-16”。
1946年4月9日，苏联部长会议第805-327号决议，依托苏联科学院第二实验室创建第11设计局（KB-11）。 Pavel Mikhailovich Zernov was appointed Head of KB-11 at the suggestion of Yu.B. Khariton, and the chief designer was Yulii Khariton.基本建设任务由内务人民委员部第880建设局负责，1946年4月13日正式启动第11所建设。1946年4月，任命尤里·鲍里索维奇·哈里顿教授为KB-11学术负责人。焦尔诺夫（П.М.Зёрнов）被任命为设计所所长。1946年6月21日，苏联部长会议第1286-525号决议《苏联科学院2号实验室第11设计局工作计划》进一步明确了设计所的任务：在2号实验室的领导下研制РДС-1和РДС-2两种型号的原子弹。1946年7月1日，哈里顿向万尼科夫上报了《原子弹战术技术任务书》，原子弹的设计生产正式开始。1946年末，哈里顿和焦尔诺夫拟定了一份准备调入工作的人员名单《第11设计所所需科研和实验设计人员》，共组成15个研究、设计、实验部门。1947年1月8日投入建设的犯人达10,098人。1947年2月，苏联部长会议决定KB-11为绝密机构，该地为保密行政区。1947年春，KB-11的研究实验室与设计部开始苏联第一颗原子弹的型号研制。第一、第二试验工厂的生产车间也建立起来。经过一年的组合，到1947年第11设计所研究、设计、实验和生产各分支机构基本形成。
1949年3月3日，苏联部长会议第863-327号决定，在KB-11建立苏联第一家工业生产原子弹的工厂。1949年4月15日第十一设计局完成了第一颗原子弹的结构设计任务。苏联第一颗原子弹РДС-1的核装料结构设计方面，在钚球和带有中子反射器的推进器之间引入了气腔结构；为球形核装料设计内腔，以便更有效地实现“内部坍塌”。因此，РДС-1与美国的第一颗内爆钚弹“胖子原子彈”相比，减少了核裂变材料的消耗，同时还减轻了重量、减小了体积。1949年8月8日两颗镀镍的钚半球从车里雅宾斯克-40的В厂起运往第11研究所最后测试组装。两天后，第11设计局对核装料进行了检测。检测结果令人满意，符合各项技术要求，可以组装。1949年8月29日早7时，第一閃電」核試驗於塞米巴拉金斯克試驗場成功核爆。
1950年6月6日，KB-11从苏联科学院测量仪表实验室名下转为苏联人民委员会第一管理总局直属。
1951年下半年，第551工厂（改称KB-11第3工厂）的试验性原子弹生产转为工业化生产，至年底生产了29颗RDS-1型号原子弹。核弹库存也在当地的一座钢筋混凝土加强的地下仓库。
1967年，KB-11改称“全苏实验物理科学研究所”，隶属于苏联中型机械工业部。
1992年改称俄罗斯核中心 - 全俄实验物理科学研究所 (RFNC-VNIIEF)。

## 超级计算机
2011年3月9日公开的当时俄罗斯最强的超级计算机。
2018年宣布超算增强至百亿亿（1018）次每秒浮点运算.

## 历任领导
所长:
- 帕维尔·米哈伊洛维奇·泽诺夫（俄语：Зернов, Павел Михайлович）（1946年）
- 阿納托利·彼得羅維奇·亞歷山德羅夫（1946年至1955年）
- 鮑里斯·格列博維奇·穆茲魯科夫（俄语：Музруков, Борис Глебович）（1955年至1974年）
- 列夫·德米特里耶維奇·里亞別夫（俄语：Рябев, Лев Дмитриевич）（1974年至1978年）
- Evgeny Arkadevich Negin（1978年至1987年）
- Vladimir Alexandrovich Belugin（1987年至1996年）
- Radiy Ivanovich Ilkayev（1996年至2008年）
- Valentin Efimovich Kostyukov（2008年起）

科学负责人:
- 尤里·鲍里索维奇·哈里顿（1952年至1992年）
- 维克多·尼基托维奇·米哈伊洛夫（英语：Viktor Mikhaylov (academic)）（1993年至2008年）
- Radiy Ivanovich Ilkayev（2008年至2016年）
- Vyacheslav Petrovich Soloviev（2017年起）